# ボブ・ディランのグレイテスト・ヒット
『ボブ・ディランのグレイテスト・ヒット』（英: Bob Dylan's Greatest Hits）は、1967年にリリースされたボブ・ディランのベスト・アルバム。
ビルボード・トップ LP's チャートで最高10位、全英アルバム・チャートで6位を記録した。続『グレーテスト・ヒット第2集』（1971年）とともに最も売れているディランのアルバムで、RIAA より5xプラチナ・ディスクに認定されている。

## 解説
ディラン初のベスト・アルバム。「時代は変る」だけは全英シングル・チャート最高9位だが、「ライク・ア・ローリング・ストーン」がビルボードで2位、「雨の日の女」がビルボード2位など、いずれの曲もビルボードTop40入りした曲である。「風に吹かれて」はピーター・ポール＆マリーがカバーしてビルボード2位。「ミスター・タンブリン・マン」はザ・バーズがカバーしてビルボード1位、全英シングル・チャート1位。「悲しきベイブ」はザ・タートルズがカバーしてビルボード8位。
CBSソニーからリリースされた初回日本盤LPには「追憶のハイウェイ61」、「ラブ・マイナス・ゼロ／ノー・リミット」が追加収録。イギリス盤は収録曲が数曲異なっている。オランダ盤には「プレッジング・マイ・タイム (alternate mix)」と「フォース・タイム・アラウンド (alternate mix)」を収録。1997年のリマスターCDに収録された「寂しき4番街」は、エンディングが少し長いオルタネイト・ミックス「オリジナル・シングル・バージョン」。
2003年には『グレーテスト・ヒット第2集』、『グレーテスト・ヒット第3集』（1994年）のグレーテスト・ヒット・シリーズをまとめた4枚組CD『Greatest Hits Volumes I-III』がリリースされた。

## 収録曲
全曲ボブ・ディラン作詞・作曲

### アメリカ盤

#### Side 1
1. 雨の日の女 - Rainy Day Women #12 & 35
2. 風に吹かれて - Blowin' in the Wind
3. 時代は変る - The Times They Are a-Changin'
4. 悲しきベイブ - It Ain't Me Babe
5. ライク・ア・ローリング・ストーン - Like a Rolling Stone

#### Side 2
1. ミスター・タンブリン・マン - Mr. Tambourine Man
2. サブタレニアン・ホームシック・ブルース - Subterranean Homesick Blues
3. アイ・ウォント・ユー - I Want You
4. 寂しき4番街 - Positively 4th Street
5. 女の如く - Just Like a Woman

### イギリス盤
1. 風に吹かれて - Blowin' in the Wind
2. 悲しきベイブ - It Ain't Me Babe
3. 時代は変る - The Times They Are a-Changin'
4. ミスター・タンブリン・マン - Mr. Tambourine Man
5. シー・ビロングズ・トゥ・ミー - She Belongs to Me
6. イッツ・オール・オーバー・ナウ、ベイビー・ブルー - It's All Over Now, Baby Blue
7. サブタレニアン・ホームシック・ブルース - Subterranean Homesick Blues
8. スーナー・オア・レイター - One of Us Must Know (Sooner or Later)
9. ライク・ア・ローリング・ストーン - Like a Rolling Stone
10. 女の如く - Just Like a Woman
11. 雨の日の女 - Rainy Day Women #12 & 35

## ジャケット
ジャケット写真は、1965年11月28日ワシントンD.C.でのコンサートの際に、ロウランド・シャーマン（Rowland Scherman）により撮影されたもので、1967年のグラミー賞最優秀アルバム・カバーを受賞した。LPにはミルトン・グレイサー（Milton Glaser）作のイラスト「特別カラー・ポスター」が付属していた。

## 反響・評価
アルバムは1967年6月17日付『ビルボード』誌「トップ LP's」チャートで最高10位を記録し、全英アルバム・チャートで6位を記録した。続ベスト・アルバム『グレーテスト・ヒット第2集』（1971年）とともにディランのアルバムの中で最も売れているアルバムで、アメリカ・レコード協会 RIAA により1968年1月5日にゴールド・ディスク、1986年11月21日にプラチナ・ディスク、2xプラチナ・ディスク、1999年6月4日に3xプラチナ・ディスク、2001年4月13日に5xプラチナ・ディスクに認定されている。

## チャート
| 年     | チャート                      | 最高順位 |
| ------ | ----------------------------- | -------- |
| 1967年 | ビルボード・トップ LP's 150   | 10       |
| 1967年 | 全英アルバム・チャート Top 75 | 6        |

## リリース
アメリカ
| 日付          | レーベル | フォーマット | カタログ番号 | 付記     |
| ------------- | -------- | ------------ | ------------ | -------- |
| 1966年3月27日 | Columbia | LP           | KOL 2663     | モノラル |
| 1966年3月27日 | Columbia | LP           | KOS 9463     | ステレオ |
|               | Columbia | CD           | CK 65975     |          |

日本
2005年、再発CDが日本のオリコンで210位を記録した。
| 日付           | タイトル表記               | レーベル    | フォーマット | カタログ番号 | 付記                                                          |
| -------------- | -------------------------- | ----------- | ------------ | ------------ | ------------------------------------------------------------- |
|                |                            | CBS・ソニー | LP           | SONX 60044   |                                                               |
| 1976年         |                            | CBS・ソニー | LP           | FCPA-19      | ファミリー・クラブ                                            |
| 1976年         |                            | CBS・ソニー | LP           | 25AP 276     |                                                               |
| 1987年8月26日  | グレーテスト・ヒット第I集  | CBS・ソニー | CD           | 28DP 1030    | CBS CD ROCK 100                                               |
| 1995年11月22日 | グレイテスト・ヒッツ第I集  | ソニー      | CD           | SRCS 9008    | NICE PRICE LINE                                               |
| 1999年9月22日  | グレイテスト・ヒッツ VOL.1 | ソニー      | CD           | SRCS 9481    | リマスター盤、NICE PRICE                                      |
| 2005年9月21日  | グレーテスト・ヒット       | ソニー      | CD           | MHCP-837     | デジタル・リマスター、紙ジャケ、完全生産限定盤、オリコン210位 |
| 2006年12月20日 | グレーテスト・ヒット       | ソニー      | CD           | MHCP-1215    | 1999年デジタル・リマスター、NICE PRICE                        |
| 2009年8月26日  |                            | ソニー      | Blu-spec CD  | SICP-20218   |                                                               |